# Pratima Kumari
Pratima Kumari (* 30. Januar 1976) ist eine ehemalige indische Gewichtheberin.

## Karriere
Kumari erreichte bei den Weltmeisterschaften 1997 in der Klasse bis 59 kg den achten Platz. Bei den Asienspielen 1998 war sie Siebte im Stoßen, hatte allerdings im Reißen keinen gültigen Versuch. 2000 wurde sie bei den Asienmeisterschaften Vierte. Bei den Weltmeisterschaften 2001 belegte sie in der Klasse bis 63 kg den siebten Platz. 2002 gewann sie bei den Commonwealth Games Gold im Zweikampf und im Stoßen sowie Silber im Reißen und belegte bei den Asienmeisterschaften den fünften Platz.
Bei den Asienmeisterschaften 2003 gewann Kumari die Silbermedaille und bei den Weltmeisterschaften 2003 wurde sie Zwölfte. 2004 erreichte sie bei den Asienmeisterschaften den vierten Platz. Außerdem gehörte sie zum Kader für die Olympischen Spiele. Kurz vor ihrem Wettkampf in Athen wurde sie allerdings bei einer Dopingkontrolle positiv auf Testosteron getestet und für zwei Jahre gesperrt.